# Hopman Cup 2006
Der Hopman Cup 2006 war die 18. Ausgabe des Tennisturniers im australischen Perth. Er wurde vom 30. Dezember 2006 bis 6. Januar 2006 ausgetragen.
Der letzte Teilnehmer wurde zwischen den Niederlanden und China ausgespielt. In diesem Play-off setzten sich die Niederlande mit 2:1 durch.
Im Finale gewann das Team in Person von Lisa Raymond und Taylor Dent aus den Vereinigten Staaten mit 2:1 gegen das Team Michaëlla Krajicek und Peter Wessels aus den Niederlanden.

## Teilnehmer und Gruppeneinteilung
| Nation      | Teilnehmer                                      |
| ----------- | ----------------------------------------------- |
| Deutschland | Anna-Lena Grönefeld und Nicolas Kiefer          |
| Australien  | Samantha Stosur und Wayne Arthurs und Todd Reid |
| Argentinien | Gisela Dulko und Gastón Gaudio                  |
| Niederlande | Michaëlla Krajicek und Peter Wessels            |

| Nation                 | Teilnehmer                              |
| ---------------------- | --------------------------------------- |
| Vereinigte Staaten     | Lisa Raymond und Taylor Dent            |
| Russland               | Swetlana Kusnezowa und Juri Schtschukin |
| Serbien und Montenegro | Ana Ivanović und Novak Đoković          |
| Schweden               | Sofia Arvidsson und Thomas Johansson    |

## Spielplan

### Tabelle
| Pos. | Land        | Gewonnen | Verloren | Spiele | Sätze |
| ---- | ----------- | -------- | -------- | ------ | ----- |
| 1    | Niederlande | 3        | 0        | 7:2    | 15:4  |
| 2    | Australien  | 1        | 2        | 4:5    | 9:11  |
| 3    | Argentinien | 1        | 2        | 4:5    | 9:11  |
| 4    | Deutschland | 1        | 2        | 3:6    | 6:13  |

| Pos. | Land                 | Gewonnen | Verloren | Spiele | Sätze |
| ---- | -------------------- | -------- | -------- | ------ | ----- |
| 1    | Vereinigte Staaten   | 2        | 1        | 5:4    | 12:8  |
| 2    | Serbien & Montenegro | 2        | 1        | 5:4    | 10:8  |
| 3    | Russland             | 1        | 2        | 4:5    | 8:10  |
| 4    | Schweden             | 1        | 2        | 4:5    | 8:12  |

| Abschnitt | Datum          | Team 1               | Team 2               | Ergebnis |
| --------- | -------------- | -------------------- | -------------------- | -------- |
| Play-off  |                | Niederlande          | China                | 2:1      |
| Vorrunde  |                | Deutschland          | Australien           | 2:1      |
| Vorrunde  |                | Vereinigte Staaten   | Serbien & Montenegro | 2:1      |
| Vorrunde  |                | Niederlande          | Argentinien          | 2:1      |
| Vorrunde  |                | Serbien & Montenegro | Schweden             | 2:1      |
| Vorrunde  |                | Vereinigte Staaten   | Russland             | 2:1      |
| Vorrunde  |                | Niederlande          | Australien           | 2:1      |
| Vorrunde  |                | Argentinien          | Deutschland          | 2:1      |
| Vorrunde  |                | Russland             | Schweden             | 2:1      |
| Vorrunde  |                | Niederlande          | Deutschland          | 3:0      |
| Vorrunde  |                | Australien           | Argentinien          | 2:1      |
| Vorrunde  |                | Schweden             | Vereinigte Staaten   | 2:1      |
| Vorrunde  |                | Serbien & Montenegro | Russland             | 2:1      |
| Finale    | 6. Januar 2006 | Vereinigte Staaten   | Niederlande          | 2:1      |

## Ergebnisse
| Datum          | Team 1               | Team 2               | Ergebnis | Spiel                  | Spieler 1              | Spieler 2           | Resultat       |
| -------------- | -------------------- | -------------------- | -------- | ---------------------- | ---------------------- | ------------------- | -------------- |
|                | Niederlande          | China                | 2:1      | Dameneinzel            | Michaëlla Krajicek     | Peng Shuai          | 3:6, 6:4, 3:6  |
| Herreneinzel   | Niederlande          | China                | 2:1      | Peter Wessels          | Sun Peng               | 6:2, 6:2            |                |
| Mixed          | Niederlande          | China                | 2:1      | Krajicek, Wessels      | Peng, Sun              | 6:4, 6:4            |                |
|                | Deutschland          | Australien           | 2:1      | Dameneinzel            | Anna-Lena Grönefeld    | Samantha Stosur     | 3:6, 5:7       |
| Herreneinzel   | Deutschland          | Australien           | 2:1      | Nicolas Kiefer         | Wayne Arthurs          | 6:3, 6:4            |                |
| Mixed          | Deutschland          | Australien           | 2:1      | Grönefeld, Kiefer      | Stosur, Arthurs        | 4:6, 6:3, 7:68      |                |
|                | Vereinigte Staaten   | Serbien & Montenegro | 2:1      | Dameneinzel            | Lisa Raymond           | Ana Ivanović        | 2:6, 4:6       |
| Herreneinzel   | Vereinigte Staaten   | Serbien & Montenegro | 2:1      | Taylor Dent            | Novak Đoković          | 6:1, 6:4            |                |
| Mixed          | Vereinigte Staaten   | Serbien & Montenegro | 2:1      | Raymond, Dent          | Ivanović, Đoković      | 7:63, 6:2           |                |
|                | Niederlande          | Argentinien          | 2:1      | Dameneinzel            | Michaëlla Krajicek     | Gisela Dulko        | 6:4, 6:2       |
| Herreneinzel   | Niederlande          | Argentinien          | 2:1      | Peter Wessels          | Gastón Gaudio          | 6:2, 7:65           |                |
| Mixed          | Niederlande          | Argentinien          | 2:1      | Krajicek, Wessels      | Dulko, Gaudio          | 6:4, 3:6, 610:7     |                |
|                | Serbien & Montenegro | Schweden             | 2:1      | Dameneinzel            | Ana Ivanović           | Sofia Arvidsson     | 6:3, 6:1       |
| Herreneinzel   | Serbien & Montenegro | Schweden             | 2:1      | Novak Đoković          | Thomas Johansson       | 64:7, 63:7          |                |
| Mixed          | Serbien & Montenegro | Schweden             | 2:1      | Ivanović, Đoković      | Arvidsson, Johansson   | 6:2, 6:4            |                |
|                | Vereinigte Staaten   | Russland             | 2:1      | Dameneinzel            | Lisa Raymond           | Swetlana Kusnezowa  | 4:6, 1:6       |
| Herreneinzel   | Vereinigte Staaten   | Russland             | 2:1      | Taylor Dent            | Juri Schtschukin       | 6:2, 6:0            |                |
| Mixed          | Vereinigte Staaten   | Russland             | 2:1      | Raymond, Dent          | Kusnezowa, Schtschukin | 6:4, 6:1            |                |
|                | Niederlande          | Australien           | 2:1      | Dameneinzel            | Michaëlla Krajicek     | Samantha Stosur     | 4:6, 68:7      |
| Herreneinzel   | Niederlande          | Australien           | 2:1      | Peter Wessels          | Todd Reid              | 7:5, 6:4            |                |
| Mixed          | Niederlande          | Australien           | 2:1      | Krajicek, Wessels      | Stosur, Reid           | 6:4, 6:2            |                |
|                | Argentinien          | Deutschland          | 2:1      | Dameneinzel            | Gisela Dulko           | Anna-Lena Grönefeld | 6:1, 6:0       |
| Herreneinzel   | Argentinien          | Deutschland          | 2:1      | Gastón Gaudio          | Nicolas Kiefer         | 3:6, 3:6            |                |
| Mixed          | Argentinien          | Deutschland          | 2:1      | Dulko, Gaudio          | Grönefeld, Kiefer      | 7:5, 6:0            |                |
|                | Russland             | Schweden             | 2:1      | Dameneinzel            | Swetlana Kusnezowa     | Sofia Arvidsson     | 7:63, 6:4      |
| Herreneinzel   | Russland             | Schweden             | 2:1      | Juri Schtschukin       | Thomas Johansson       | 67:7, 64:7          |                |
| Mixed          | Russland             | Schweden             | 2:1      | Kusnezowa, Schtschukin | Arvidsson, Johansson   | 6:3, 7:5            |                |
|                | Niederlande          | Deutschland          | 3:0      | Dameneinzel            | Michaëlla Krajicek     | Anna-Lena Grönefeld | 6:4, 7:65      |
| Herreneinzel   | Niederlande          | Deutschland          | 3:0      | Peter Wessels          | Nicolas Kiefer         | 6:0, 6:0 walkover   |                |
| Mixed          | Niederlande          | Deutschland          | 3:0      | Krajicek, Wessels      | Grönefeld, Kiefer      | 6:0, 6:0 walkover   |                |
|                | Australien           | Argentinien          | 2:1      | Dameneinzel            | Samantha Stosur        | Gisela Dulko        | 7:5, 63:7, 6:3 |
| Herreneinzel   | Australien           | Argentinien          | 2:1      | Todd Reid              | Gastón Gaudio          | 0:6, 3:6            |                |
| Mixed          | Australien           | Argentinien          | 2:1      | Stosur, Reid           | Dulko, Gaudio          | 7:5, 6:3            |                |
|                | Schweden             | Vereinigte Staaten   | 2:1      | Dameneinzel            | Sofia Arvidsson        | Lisa Raymond        | 2:6, 6:2, 6:4  |
| Herreneinzel   | Schweden             | Vereinigte Staaten   | 2:1      | Thomas Johansson       | Taylor Dent            | 7:65, 2:6, 6:3      |                |
| Mixed          | Schweden             | Vereinigte Staaten   | 2:1      | Arvidsson, Johansson   | Raymond, Dent          | 0:6, 0:6 walkover   |                |
|                | Serbien & Montenegro | Russland             | 2:1      | Dameneinzel            | Ana Ivanović           | Swetlana Kusnezowa  | 1:6, 4:6       |
| Herreneinzel   | Serbien & Montenegro | Russland             | 2:1      | Novak Đoković          | Juri Schtschukin       | 6:0, 6:2            |                |
| Mixed          | Serbien & Montenegro | Russland             | 2:1      | Ivanović, Đoković      | Kusnezowa, Schtschukin | 6:2, 7:64           |                |
| 6. Januar 2006 | Vereinigte Staaten   | Niederlande          | 2:1      | Dameneinzel            | Lisa Raymond           | Michaëlla Krajicek  | 4:6, 64:7      |
| 6. Januar 2006 | Vereinigte Staaten   | Niederlande          | 2:1      | Herreneinzel           | Taylor Dent            | Peter Wessels       | 6:1, 6:4       |
| 6. Januar 2006 | Vereinigte Staaten   | Niederlande          | 2:1      | Mixed                  | Raymond, Dent          | Krajicek, Wessels   | 4:6, 6:2, 7:67 |